# Genval
Genval [ʒɛnval] (en wallon Djenvå) est une section de la commune belge de Rixensart située en Wallonie dans la province du Brabant wallon.
C'était une commune à part entière avant la fusion des communes de 1977.
Genval est connue pour son lac et le château (aujourd'hui un hôtel) qui le borde. La localité est traversée par les rivières de la Lasne et de l'Argentine.

## Étymologie
Le mot « Genval » peut être divisé en deux parties : « Gen » qui est une contraction de « Jusenne » (signifiant « en bas ») et de « Val ». Genval veut donc dire « le val d'en bas ».

## Démographie
- Sources:INS, Rem:1831 jusqu'en 1970=recensements, 1976= nombre d'habitants au 31 décembre

## Histoire

### L'influence du château de Genval
Alors qu'on appelait encore Genval « Genval-Les-Eaux », un château fut érigé vers la fin du XIXe siècle, ce qui engendra toute une série d'effets :
- développement du hameau de Maubroux
- construction d'une gare (permettant aussi l'afflux de travailleurs vers les papeteries de Genval)
- développement du tourisme

## Les armoiries de Genval
Les armoiries du village de Genval ont été créées en 1949. On peut y apercevoir trois colonnes d'or et trois besaces bleues. Elles sont divisées en deux parties bien distinctes grâce à une ligne noire verticale.

## Vie politique
Genval avait sa propre administration et bourgmestre jusqu'à la fusion des communes belges de 1976 ou elle rejoint Rixensart.
Les bourgmestres ont été :
- ?-1907: Jean-Baptiste Stouffs ;
- 1907-1926: Julien De Becker ;
- 1926-1938: Auguste Lannoye ;
- inconnu ;
- 1947-1962: Raymond Becquevort ;
- inconnu ;
- 1967-1970: Carina Lignier, épouse Desmet ;
- 1971-1976: Émile Windal.

## Patrimoine et culture

### Lieux et monuments
- La tour de tir à l'arc vertical.
- Le musée de l’eau et de la fontaine.
- Le buste en bronze d'Auguste Lannoye.
- Les hôtels Belle Epoque.

#### Patrimoine Art nouveau
- La gare de Genval, édifice éclectique orné de céramiques et de sgraffites Art nouveau.
- La « Villa Beau Site » de Paul Hamesse.
- Sgraffites de Paul Cauchie au n° 96 de l'avenue des Combattants.

#### Patrimoine moderniste

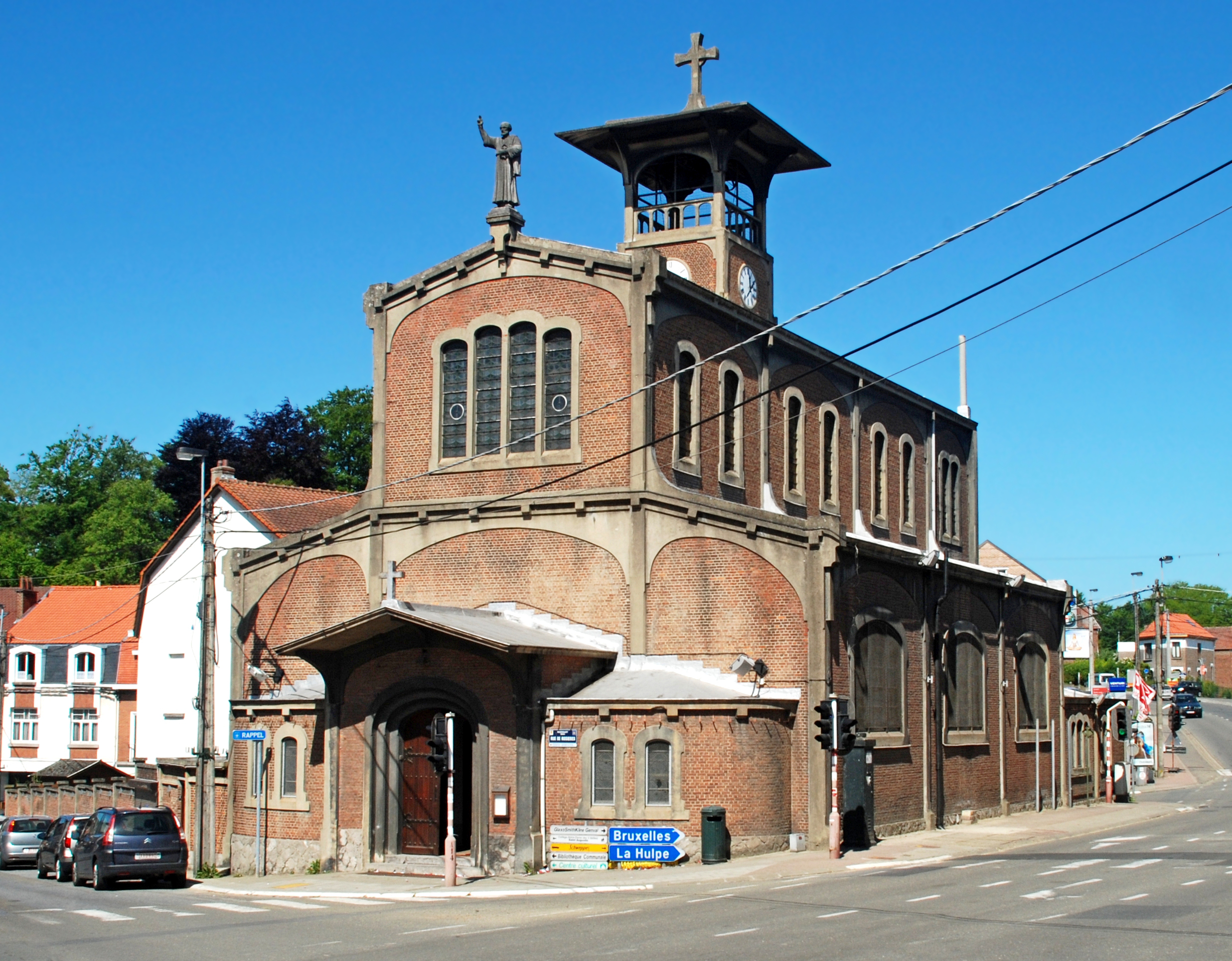
Église Saint-Pierre de Maubroux.
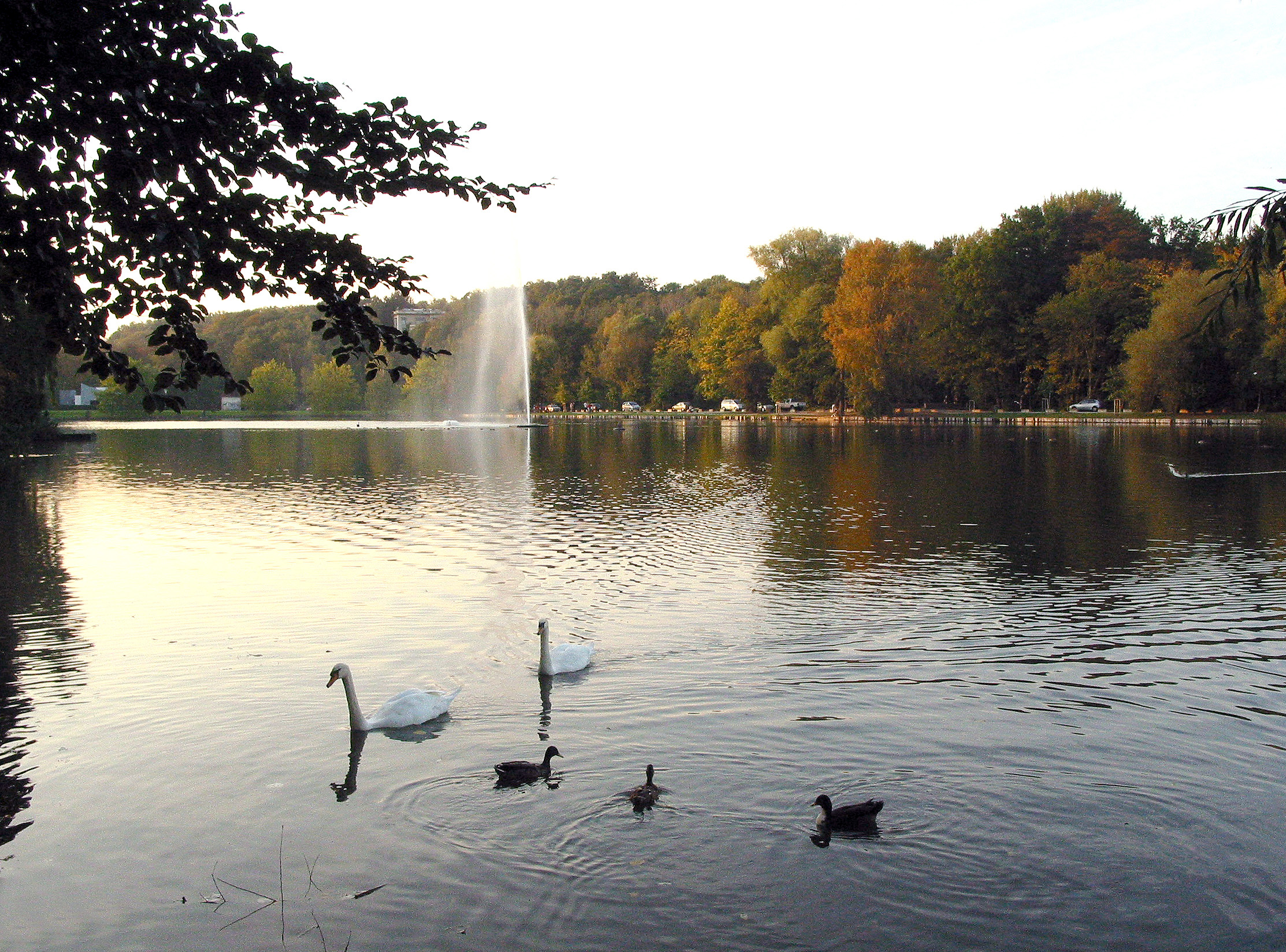
Le lac de Genval.
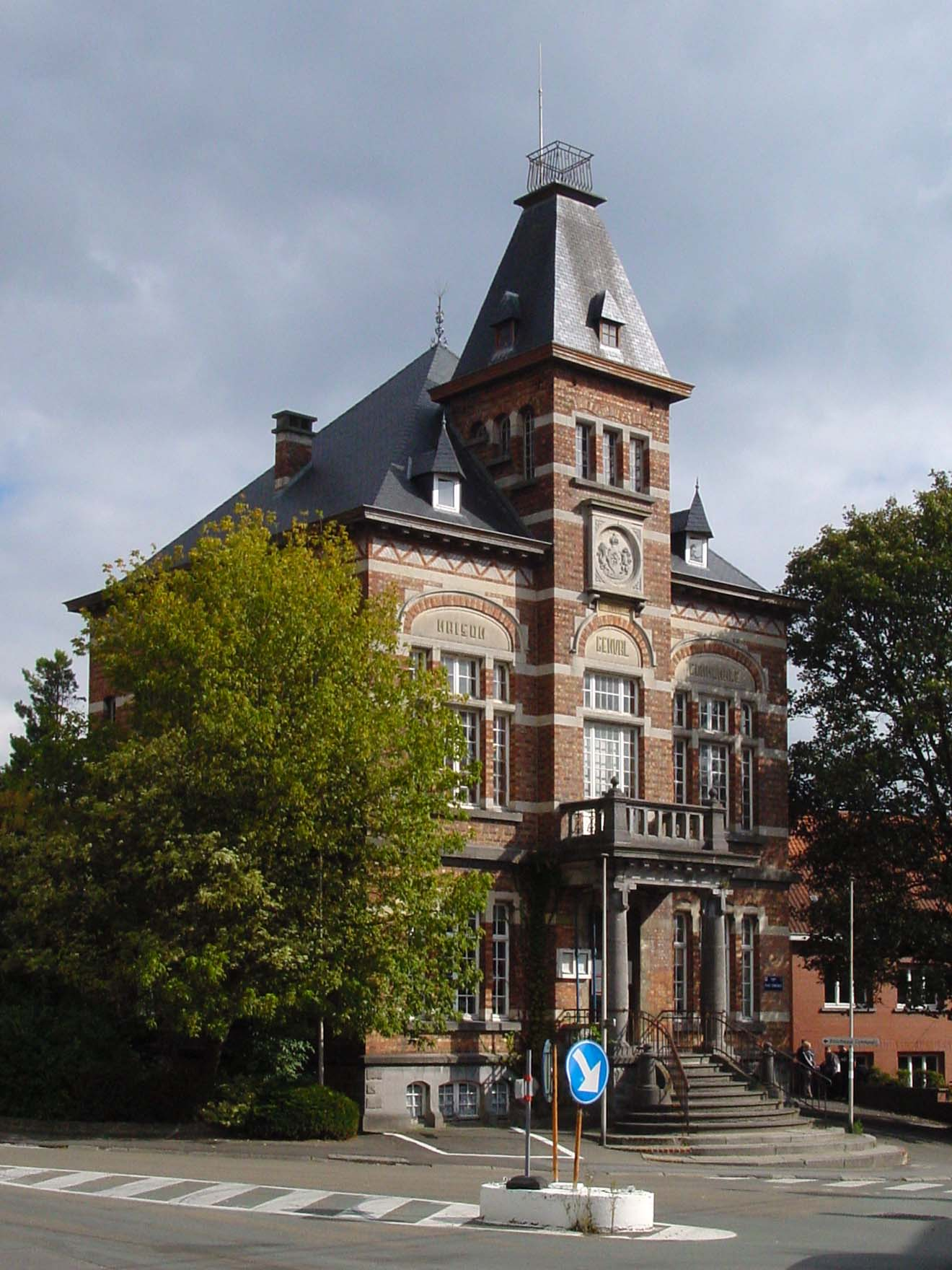
L'ancienne maison communale.

## Galerie

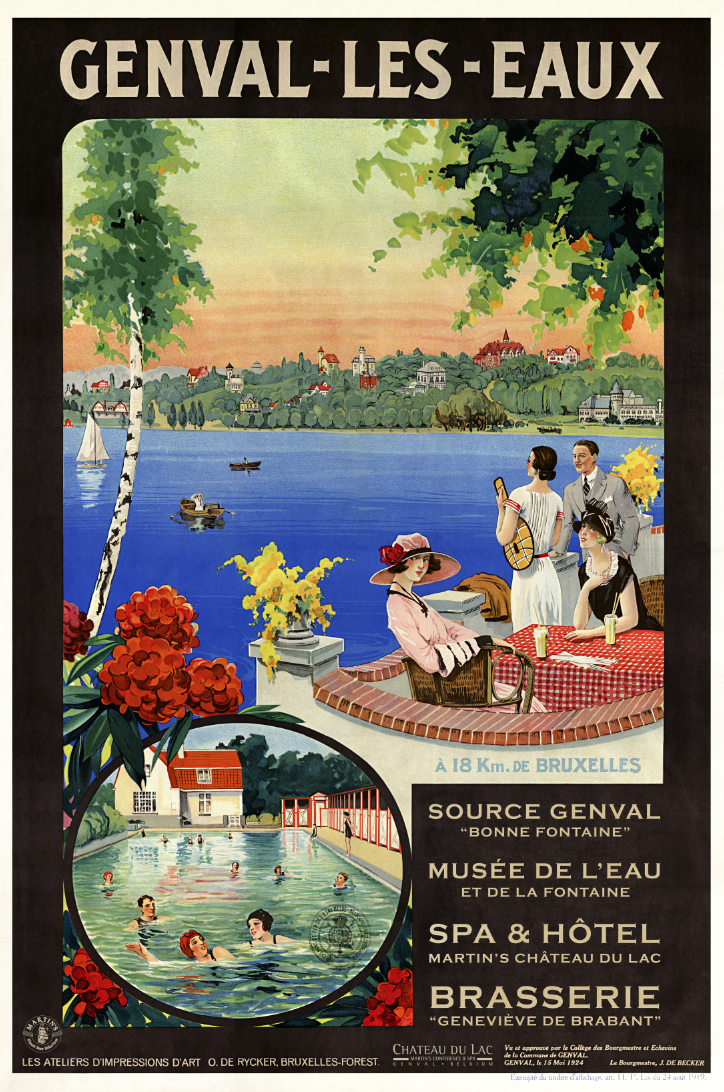
Affiche promotionnelle.
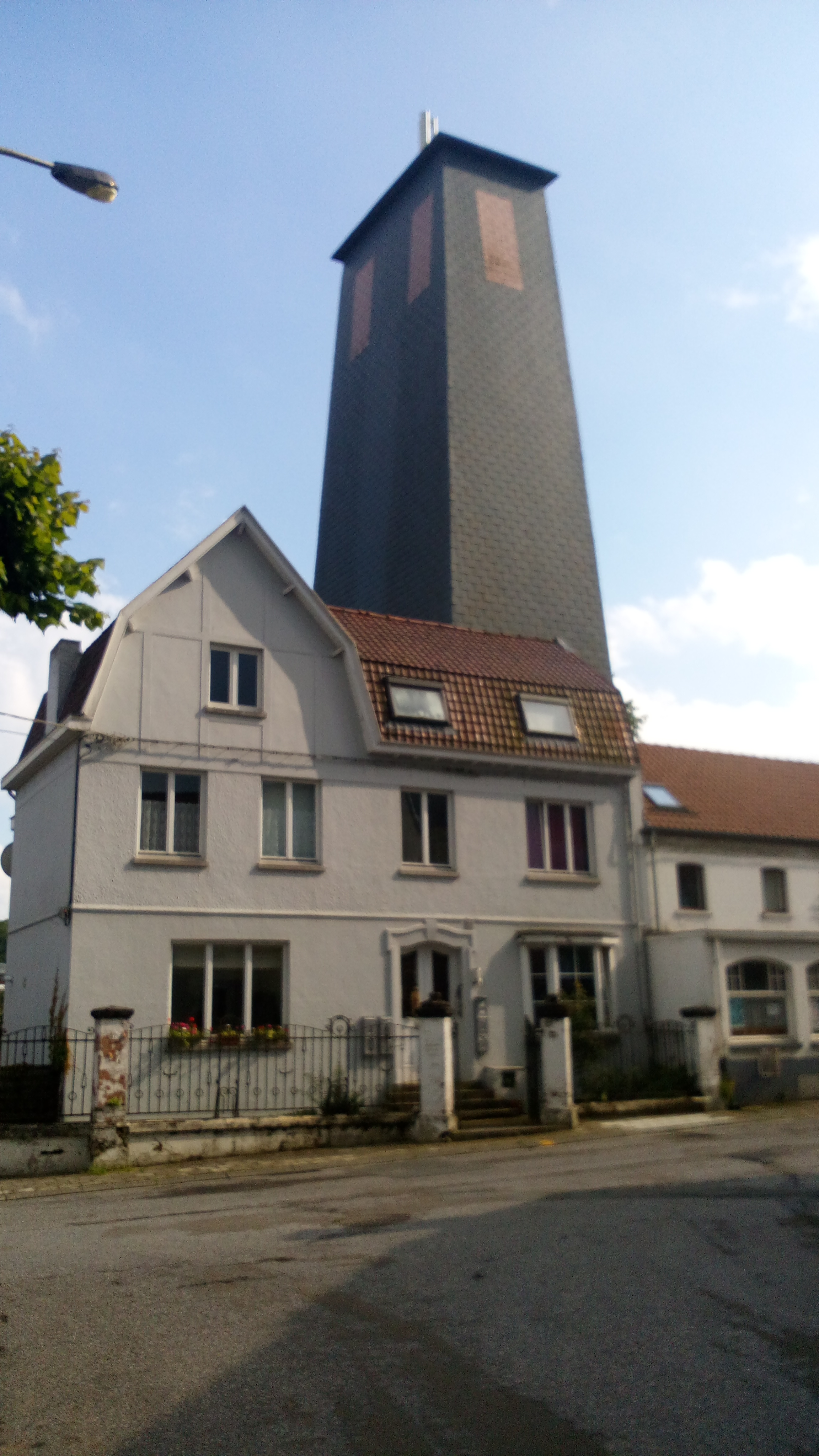
La tour du tir à l'arc.
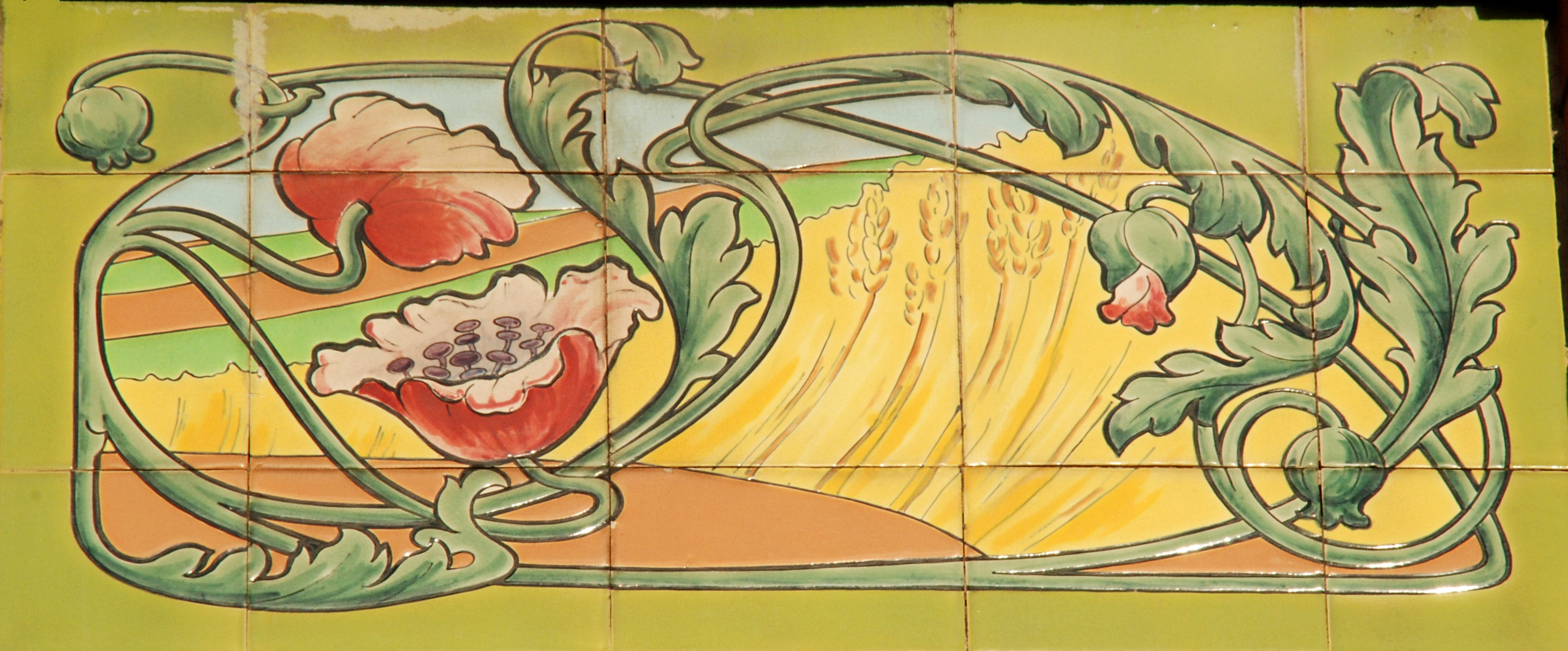
Céramique aux pavots à la gare.
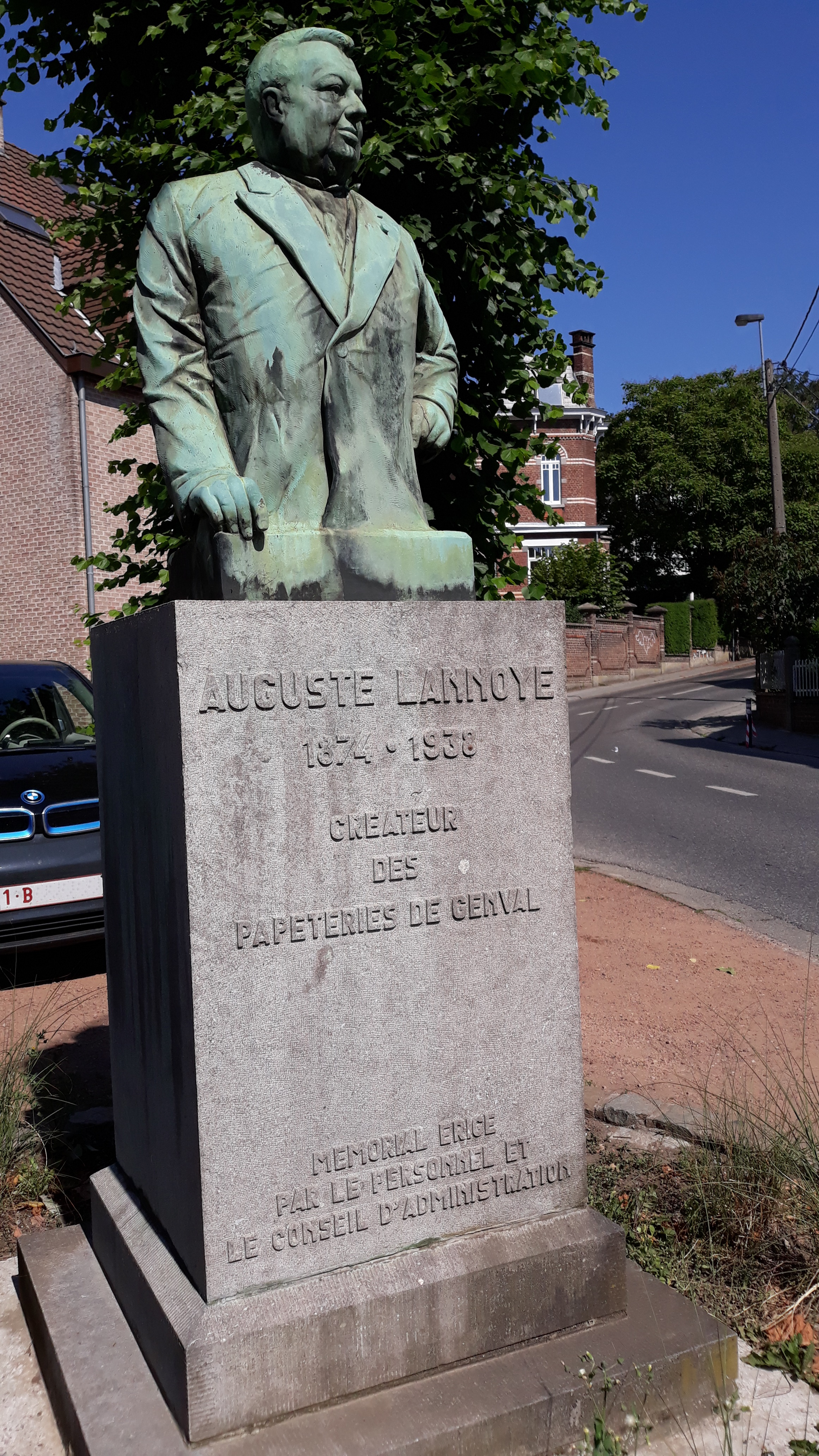
Auguste Lannoye[2].

- Église Saint-Pierre de Maubroux.
- Le lac de Genval.
- L'ancienne maison communale.

## Économie

### Entreprises
Les anciennes papeteries de Genval
La qualité de la production de ces papeteries était réputée internationalement. Cette usine a brutalement fermé ses portes en 1980.
Les papeteries ont été fondées en 1904 par Auguste Lannoye (1874-1938), un ingénieur diplômé de l'UCLouvain, fondateur des Papeteries de Genval et de Mont-Saint-Guibert. Fils d'un ouvrier meunier, il a été bourgmestre de Genval de 1926 à 1938. Les anciennes papeteries ont été détruites en 2011 pour laisser place sur un site de 8 ha à 350 logements, des parkings et à un centre commercial: "Les Papeteries de Genval."
John Martin SA
La société John Martin est installée à Genval depuis 1924 et y a produit dans une usine dédiée la boisson Schweppes. Elle y brasse la Diabolici.
Chocolaterie Molitor
Le chocolatier Olivier Molitor s'installe à Genval en 1998.